# کلادیا گریگوسلو
کلادیا گریگوسلو (انگلیسی: Claudia Grigorescu؛ زادهٔ ۶ ژانویهٔ ۱۹۶۸) ورزشکار شمشیربازی اهل رومانی است.
وی در مسابقات کشوری و بین‌المللی در مجموع برندهٔ ۱ مدال طلا، ۵ مدال نقره، ۱ مدال برنز شده‌است.